# 야쿠시마루 에츠코
야쿠시마루 에츠코는 일본의 여성 가수, 작사가, 작곡가, 음악 프로듀서다. 뮤지션으로서 상대성이론, TUTU HELVETICATUTU HELVETICA,야쿠시마루 에츠코와 d.v.d, 아타미의 핀천, 히구라시° 등의 유닛 활동 외에도, 일러스트, 낭독, 나레이션, CM음악 등의 폭넓은 예술활동을 하고 있다. 작사・작곡을 할 때의 또다른 명의는 티카・α .
사카모토 류이치, 스즈키 케이이치, 치카다 하루오, 다카하시 유키히로, 스나하라 요시노리, 쿠리코더 콰르테트, 오토모 요시히데, Giulietta Machine, 짐 오루크, d.v.d, 칸노 요코, sim, 메르츠바우, ECD, 포라비데오, FISHMANS와 같은 수많은 아티스트와 합작이나 공연을 행하며, 팝송부터 존존의 코브라같은 즉흥세션 참여까지 국경없는 활동이 특징이다.

## 인물・에피소드
- 야쿠시마루가 "상대성이론"이라고 짓게 된 유래는 야쿠시마루의 아버지가 과학자이기 때문에.[3]
- 상대성이론 이전에는 "아타미의 핀천(熱海のピンチョン)이라는 활동을 했다.[4]
- "상대성이론" 등의 프로젝트의 컨셉을 구상・장악하는 프로듀서다.[5]
- "LOVE즛큥(LOVEずっきゅん)"의 PV에는 야쿠시마루에 의해 "세월이 지나면 풀릴 것 같은 암호"가 3개 숨겨져있다.[6]
- 레코딩 엔지니어에 의하면 작은 목소리로 말해도 멀리까지 잘 들리는 배음성분이 특이하게 많은 특수한 성질의 목소리다.[7]
- 스챠다라파의 BOSE - "눈치챈 사람도 많을 것 같지만 세상은 작년 쯤부터 완전히 야쿠시마루 씨를 중심으로 돌기 시작했다."[8]
- 엔지니어 ZAK - "그녀의 목소리를 듣고 언령이라는 단어(문자와 음)가 떠올랐다. 그정도로 목소리(입에서 발하는 소리)가 순수하다."[9]
- 라이브 중에 MC는 한마디며, 연주하는 사이에 천천히 물을 마시거나 연주중에 아이폰을 보기도 한다.[10]
- 야쿠시마루의 목소리에 의한 시보 사이트"TOKEI Tick Endless"나, 마나베 다이토의 3D 사이트 등의 미디어 아티스트와 웹 작품도 많다.[11][12][13]
- 패션 브랜드와의 기획이나 패션잡지 연재 등의 모델으로서의 활동도 하고 있다.[14][15]
- 만화나 소설을 읽는 것이 취미로, 좋아하는 작품은 "빌*가스", 이가라시 미키오의 작품, 토머스 핀천이나 J. G. 밸러드의 소설 등이 있다.[16][17][18]
- 보컬 이외에도 "EOG연주"라는 자신의 생체 데이터를 사용하는 독자적인 공연이나, 야쿠시마루 에츠코 오리지널 악기 dimtakt의 개발・연주 및 오큘러스 리프트를 사용한 스테이지 컨트롤도 하고 있다.[19][20][21]
- 상대성이론에서도 귀에 캐치한 멜로디에서만 그치지 않고 거기에 더욱 변칙적(변태적)인 전개를 더하는 것이 "야쿠시마루 에츠코"의 곡의 큰 특징 중 하나로 여겨진다.[22]
- 상대성이론으로서 도달한 단어와 발음의 관계가 "COSMOS vs ALIEN"에서 더욱 높은 경지에 이르고 "노르닐・소년이여 내게 돌아와"에서는 하나의 큰 도달점을 맞이했다고 여겨진다.[23]
- 자신의 작품을 전부 셀프 프로듀싱하면서 여러 가지 모습을 교묘하게 사용하는 자세는 "자신의 실재성/비존재성과 자유롭게 장난치며, 때때로 세포 분열을 반복하여 그 이미지를 하나의 작품마다 갱신해가는 아티스트로서의 야쿠시마루 에츠코 당사자이기도 하며, 자신과 빼닮은 것을 탄생시키면서 심지어는 모든 것을 지배하는 프로듀서이기도 한 야쿠시마루 에츠코"라고 평가된다.[24]
- SPUR.JP에서 자신의 에세이를 다시 쓴 "오늘의 삼면경 보관됨 2016-08-13 - 웨이백 머신"을 연재하고 있다.
- 오리지널 "9차원 악기"인 dimtakt(데임닥트)를 사용하고 있다.
- S-F매거진에서 비주얼 스토리인 "내일의 기억장치"를 연재하고 있다.
- 일본인 최초로 미디어 아트계의 오스카상이라고 불리는 아르스 일렉트로니카 STARTS Prize 그랑프리를 수상했다.

## 역사
상대성이론에서의 활동은 해당 링크를 참조하십시오.
- 2006년 9월, 나가이 세이이치, 마나베 슈이치, 니시우라 켄스케와 함께 "상대성이론"을 결성.
- 2009년 3월 30일, 마나베 슈이치와의 유닛 "TUTU HELVETICA"의 곡 "well-known blueberry"가 HONDA의 홈페이지에서 발표됨.[25]
- 2009년 8월, 공식 홈페이지에서 치카다 하루오 작곡하고 티카・α가 작사한 "잘자 패러독스"가 발표됨.
- 2009년 9월 14일, "분해 군의 노래", "우주 쨩의 노래" 한정무료배포. 인텔의 CM송.
- 2009년 10월 21일 "잘자 패러독스/제니는 저기압" 발매.("잘자 패러독스" TV 애니메이션 "여름의 폭풍! ~춘하동중~" 오프닝) 치카다 하루오, 다카하시 유키히로와의 콜라보레이션 싱글.[26]
- 2010년 5월 26일, "비너스와 지저스" (TV 애니메이션 "아라카와 언더 더 브리지"OP 테마) 발매. 2010년 6월 7일자 오리콘 싱글CD랭킹에서 10위.
- 2010년 5월 26일, "이시와타리 쥰지&스나바라 요시노리+야쿠시마루 에츠코"의 콜라보레이션 싱글 "신께서 말씀하신대로" (TV 애니메이션"다다미 넉 장 반 세계일주" ED 테마)의 릴리즈.
- 2010년 9월 8일, "신・인간만엽가〜아쿠 유우작사집"에서 "허둥지둥"을 발표.
- 2010년 11월 17일, "COSMOS vs ALIEN" 발매. 사카모토 류이치, 스즈키 케이이치(문라이더즈), BOSE(스챠다라파), 요시다 마미, 신보 아키유키, 무라카와 히카루가 호평했다.[27]
- 2011년 1월 1일, NHK-FM의 설날 방송에서 "사카모토 류이치 뉴 이어 스페셜"이 방영. 사카모토 류이치와 4명의 뮤지션 오오토모 요시히데, 키쿠치 나루요시, 오오타니 요시오, ASA-CHANG, 야쿠시마루 에츠코의 즉흥세션.[28]
- 2011년 3월 22일, OTOTOY에서 사카모토 류이치+야쿠시마루 에츠코 "adaptation 05.1 - eyrs 〜 adaptation 05.2 ballet m_canique - eyrs" 발표.
- 2011년 4월 11일, FISHMANS+"A PIECE OF FUTURE" 발표.
- 2011년 5월 25일, "루루/두근두근 해커" ("루루" TV 애니메이션 "전파녀와 청춘남"ED 테마)를 발매.
- 2011년 10월 5일, 야쿠시마루 에츠코 메트로 오케스트라 명의로 "노르닐・소년이여 내게 돌아와"(TV 애니메이션 "돌아가는 펭귄드럼" OP 테마)를 발매.
- 2011년 10월 27일, "'유레카'" 11월호 "특집 야쿠시마루 에츠코" 발매. 유리이카에서 젊은 아티스트의 단독 특집이 실린 것은 이례적인 일. 본인에 의한 새로 만든 단편이나 일러스트, 이가라시 미키오, 이쿠하라 쿠니히코, 마츠오카 세이고, 사카모토 류이치, 아키타 마사미, 미야자와 아키오, 모기 켄이치로, 신보 아키유키와 주고받은 편지 등을 게재했다.[29]
- 2012년 8월, "어둠어둠"이 HNK "모두의 노래"에서 방송.
- 2012년 9월 26일, 싱글 "어둠어둠・론리플래닛"을 발매.
- 2013년 4월 10일, 솔로로서는 첫 앨범인 "RADIO ONSEN EUTOPIA"을 발매.
- 2014년 1월 29일, 싱글 "X차원에 어서오세요/절대무슈제" ("X차원에 어서오세요" TV 애니메이션 "스페이스☆댄디"ED 테마) 발매
- 2016년 7월 22일, 싱글 "뉴문에 사랑해서/Z소녀전쟁" ("뉴문에 사랑해서" TV 애니메이션 "달의 요정 세일러문 Crystal 데스버스터즈편" OP 테마)를 발매.
- 2016년 9월16일 "나는 인류"를 발매. 인류사상 최초로 음원과 함께 유전자 재조합 미생물로 발표된 작품이다.
- 2016년 12월 야마구치 정보예술센터에서 상대성이론x야쿠시마루 에츠코xYCAM 특별 기획 "천성징글－∞면체" 개최. 팝 뮤지션으로서는 최초로 야마구치 정보예술센터에서 진행되는 특별 기획이다. "천성징글", "단백질처럼", "나는 인류"의 전시를 발표.
- 2017년 아르스 일렉트로니카 STARTS Prize에서 일본인 최초로 그랑프리 수상.
- 2017년 11월 개봉예정인 영화 "호박과 마요네즈"에서 음악 감수/극중 노래 제작을 담당.

## 음반
솔로 명의의 작품을 기재. 상대성이론의 릴리즈 작품은 해당 링크를 참조하십시오.

### 싱글
| 순서 | 발매일           | 타이틀                        | 규격품번   |
| ---- | ---------------- | ----------------------------- | ---------- |
| 1st  | 2009년 10월 21일 | 잘자 패러독스/제니는 저기압   | KICM-1296  |
| 2nd  | 2010년 5월 26일  | 비너스와 지저스               | KICM-1312  |
| 3rd  | 2010년 11월 17일 | COSMOS vs ALIEN'              | KICM-1323  |
| 4th  | 2011년 5월 25일  | 루루/두근두근 해커            | KICM-1340  |
| 5th  | 2011년 10월 5일  | 노르닐・소년이여 내게 돌아와  | KICM-3238  |
| 6th  | 2012년 9월 26일  | 어둠어둠・론리 플래닛         | RZCM-59131 |
| 7th  | 2014년 1월 29일  | X차원에 어서오세요/절대무슈제 | VTCL-35175 |
| 8th  | 2016년 7월 22일  | 뉴문에 사랑해서/Z소녀전쟁     | KICM-1707  |
| 9th  | 2016년 9월 16일  | 나는 인류                     |            |

- 야쿠시마루 에츠코/세일러 우라누스(미나가와 준코)&세일러 넵튠(오하라 사야카) 명의

뉴문에 사랑해서/eternal eternity (2016년 4월 27일 KIZM-423～) (CD+DVD)

### 앨범
야쿠시마루 에츠코 명의
| 순서 | 발매일          | 타이틀              | 규격품번                 |
| ---- | --------------- | ------------------- | ------------------------ |
| 1st  | 2013년 4월 10일 | RADIO ONSEN EUTOPIA | XNMR－01225 RZCM-59360/B |

Yakushimaru Experiment 명의
| 순서 | 발매일          | 타이틀           | 규격품번   |
| ---- | --------------- | ---------------- | ---------- |
| 1st  | 2016년 3월 30일 | Flying Tentacles | RZCM-86085 |

### 싱글
- 사가모토 류이치+야쿠시마루 에츠코 "adaptation 05.1 - eyrs 〜 adaptation 05.2 ballet m_canique - eyrs"[32]
- 야쿠시마루 에츠코 "티아・티아"[33]
- 야쿠시마루 에츠코 "야쿠시마루 에츠코 차내 방송 오츠키⇔가와구치호」[34]
- 야쿠시마루 에츠코 "플래시 오브 도파민"

영상작품
- Etsuko Yakushimaru - “I’m Humanity” (Mutated at YCAM) / 야쿠시마루 에츠코 "나는 인류"(변이ver. at YCAM)

### 그 외의 솔로곡
- 야쿠시마루 에츠코 "낭독CD" (STUDIO VOICE 2009년 7월호 특별 부록)
  1. 숲의 신 (作 유메노 큐우사쿠)
  2. 기암성 아르센 뤼팽(作 모리스 르블랑 Music ECD)
  3. 산의 아이 (作 오카모토 카노코 Music Merzbow)
- 야쿠시마루 에츠코 메트로 오케스트라 "노르닐・소년이여 내게 돌아와" 리믹스CD (노르닐・소년이여 내게 돌아와 선착 구입자 특전)
  1. 노르닐 remixed by Ametsub
  2. 소년이여 내게 돌아와 remixed by DJ BAKU
- 야쿠시마루 에츠코 (2009년 9월 14일) - 착신음 공개 한정
  1. 분해 군의 노래
  2. 우주 쨩의 노래
- 야쿠시마루 에츠코 "허둥지둥" ("신・인간만엽가〜아쿠 유우작사집" 수록)
- 야쿠시마루 에츠코 "피터래핏과 나" ("오오누키 타에코 트리뷰트・앨범-Tribute to Taeko Onuki-" 수록.)
- 야쿠시마루 에츠코 「소녀의 책략」 ("미소녀 전사 세일러문 THE 20TH ANNIVERSARY MEMORIAL TRIBUTE" 수록.)

### 참여 유닛
- 야쿠시마루 에츠코 와 d.v.d
  - 2010년 4월 7일에 1st앨범 "Blu-Day"(DVD첨부)를 릴리즈.
  - 2011년 12월에 2nd앨범 "Gurugle Earth"을 릴리즈.
- 이시와타리 쥰지＆스나바라 요시노리＋야쿠시마루 에츠코
  - 2010년 5월 26일에 싱글 "신께서 말씀하신대로"를 릴리즈.
- FISHMANS＋
  - 2011년4월 11일에 "A PIECE OF FUTURE"을 릴리즈.

### 참여 작품
- detune. 「sono」 - 코러스와 보이스로 참여.
- 옴니버스 「우쿨렐레 데즈카 오사무」 - "쿠리코더 콰르테트＆야쿠시마루 에츠코"로서 "뱀파이어"를 커버.
- 짐 오르크 「All Kinds of People 〜Love Burt Bacharach〜 produced by Jim O'Rourke」 - "Anonymous Phone Call"에 참여.
- 스즈키 케이이치 「Keiichi Suzuki:Music for Films and Games」 - "SMILES and TEARS 2010"에 참여.
- YAMP KOLT 「yes」 - "해님은 태양"에 참여.
- 오시마 테루야키「The Sounds Fur Klastar Point」 - 오퍼레이터로서 참여.
- 湯浅湾 「浮波」 - DISC2 "미미즈"에 참여.
- 新 인간만엽가〜아쿠 유우작사집 - "허둥지둥" (편곡・연주 Giulietta Machine)을 커버.
- 코넬리우스 「NHK 디자인あ 사운드트랙」 - "화살표송"에 보컬로 참여.[35]
- 마츠모토 타카시 트리뷰트 커버 앨범 「風街であひませう」 - "はいからはくち"를 커버.[36]。
- MONDO GROSSO  "계속 새롭게 태어난다" - "대답해줘 (VOCAL : 야쿠시마루 에츠코)"에 작사・공동 프로듀스・보컬로 참여.

### 악곡 제공
- SMAP "GAIA에게 부탁해" - 작사・편곡을 담당。
- 야마시타 토모히사 "사랑, 텍사스" - 작사・편곡을 담당.[37]
- 모모이로 클로버 Z
  - "Z소녀전쟁" - 작사・작곡을 담당.
  - "HAPPY Re:BIRTHDAY" - 작사・작곡・편곡을 담당.
- 하나자와 카나
  - "호흡으로" - 작사・작곡・편곡을 담당.
  - "아브라카타브라 짝사랑" - 작사・작곡・편곡을 담당.
- 미소녀 전사 세일러문 Crystal
  - "혁명은 나이트&데이" - 작사・작곡・편곡을 담당.

- MONDO GROSSO VOCAL : 사이토 아스카(노기자카46)
  - "행성 탄트라" - 작사・공동 프로듀스 담당.

## 전람회
- 2012년
  - 야쿠시마루 에츠코 「마이오데스오피아 | myodesopsia」TALION GALLERY, 도쿄
  - アートアクセスあだち「音まち千住の縁」 도쿄
- 2013년
  - 「LOVE전」모리 미술관, 도쿄
  - 「反重力展　浮遊│時空旅行│パラレル・ワールド」토요타 시 미술관, 아이치
- 2016년
  - "천성징글" 야마구치 정보예술센터, 야마구치
  - "단백질처럼" 야마구치 정보예술센터, 야마구치
  - "나는 인류" 야마구치 정보예술센터, 야마구치
  - KENPOKU ART 2016 이바라키 현 북(北)예술제, 이바라키

## 수상경력
- 아르스 일렉트로니카 STARTS Prize 2017 그랑프리 야쿠시마루 에츠코 "나는 인류(わたしは人類)" Etsuko Yakushimaru – “I’m Humanity”

## 일러스트 제공
- TV 애니메이션 "여름의 폭풍! ~춘하동중~" 2화 엔드카드 일러스트.
- GAINAX "SF백경" -[38]
- 칸노 요코×테시마 아오이 "Because" - 자켓 일러스트 담당.
- HMV ONLINE "HMV애니!" - 오리지널 캐릭터 "엣쨩 점장(えっちゃん店長)"의 일러스트.[39]
- 쿄우 마치코와의 콜라보 만화.[40]
- "공식판 멋진 피쉬맨즈의 책" (INFAS 출판) - 야쿠시마루 에츠코 신작 일러스트 "호우홍수경보" 개재.
- 스페이스☆댄디 - ED 우주인 일러스트.
- 유레카 2012년 10월호 특집 존케이지　계속 울리는 〈음(音)〉 탄생 100년/사후 20년 - "그녀는 정말로 도둑이었다"를 기고.[41]
- Moit Beats - 자켓 안쪽의 일러스트 담당.[42]
- 상대성이론, 야쿠시마루 에츠코의 전작품 일러스트.

## 집필・기고
- S-F매거진 야쿠시마루 에츠코 "내일의 기억장치" (격월연재)[43]
- "헨리 다거 - 비현실을 살아간다" (헤이본샤 코로나 북스) - 시(詩)를 기고.[44]
- 이가라시 미키오 「울고 싶은 날의 보노보노」 - 야쿠시마루 에츠코와의 특별 인터뷰ー기획수록[45]
- 유레카 2011년 11월호 특집 야쿠시마루 에츠코 - 야쿠시마루 에츠코 신작 단편 "수당(寿堂)"[46]
- 유레카 2012년 10월호 특집 존 케이지　계속 울리는 〈음(音)〉 탄생 100년/사후 20년 - "그녀는 정말로 도둑이었다"를 기고.[47]
- 주간 영 점프 증간「푸른 봄 bitter」 - 야쿠시마루 에츠코 신작 만화 "미식전대 구루메시야"[48]
- 엔조 도 × 야쿠시마루 에츠코 "성간문통" (문학잡지 "먹는 게 늦다(たべるのがおそい)"vol.2)

## 출연

### CM
- 인텔 "분해 군"과 "우주 쨩" - CM송 담당.
- 에자키 글리코 "풋틴 프린" - "풋틴 대통령/기자회견 편"에서 CM송 담당.
- 삿포로 맥주 "실크에비스" - CM송 담당.
- 시세이도 「마셰리」 - CM송 담당.
- 도쿄 일렉트론 「언제나, 곁에」 - CM송・나레이션 담당.[49]
- 카오 "소피나 jenne" - CM송 담당.[50]
- 바이러스 버스터 "클라우드 소녀" - webCM음악의 작사・작곡・가창을 담당.[51]
- JT "복숭아의 천연수" - CM송 담당.
- 롯데 "코우메" - "나의 사랑도 언제나 반드시 편"에서 CM송 담당.[52]
- 무라타 제작소 치어리딩부 테마송 - 작사・작곡・편곡・보컬을 담당. 야쿠시마루 에츠코 "치아・치아"[53]
- 미스터도넛 "어디론가로 녹아", "달콤한 부탁" - 보컬과 나레이션을 담당.

### 텔레비전 나레이션
- 쿠보미네햐다 코지라세 나이트 (2012년 12월 1일, 2013년 4월 4일・6월1일, 후지TV) 에토코에 (일러스트와 나레이션)을 담당.
- NHK프로그램 "분별심" (2013년 8월 31일, NHK 종합 텔레비전)
- 쿠보미네햐다 코지라세 나이트 (2013년 10월 19일, 후지TV) 에토코에를 담당.
- 신춘TV방담2015 (2015년 1월 3일, NHK 종합 텔레비전)
- 욕망의 자본주의 ～룰이 바뀔 때～(2016년 5월 28일, NHK 종합 텔레비전) 나레이션 담당.
- FNS27 시간 텔레비전 페스티벌!（2016년 7월 23일~24일, 후지TV계）"니나"의 목소리.
- NEXT 미래를 위해 "미쿠와 연주하는 선생님의 꿈～토미타 이사오 라스트 콘서트" (2016년 12월 17일 NHK종합)
- BS1 스페셜 "욕망의 자본주의 2017 룰이 바뀔 때" (2017년 1월 3일 NHK BS1)
- BS1 스페셜 "욕망의 민주주의 세계의 경치가 바뀔 때" (2017년 4월 23일 NHK BS1)

공공방송
- 이노카시라 은사공원 100주년 기념 "야쿠시마루 에츠코 공원 방송" (2016년 5월 17일)

뮤직 비디오
- 상대성이론 "FLASHBACK" (감독 : 쿠로사와 키요시)

## 참고 문헌
- やくしまるえつこ公式サイト
- やくしまるえつことd.v.d 特設サイト やくしまるが時報を知らせるコンテンツが公開されている。
- おやすみパラドックス公式サイト 보관됨 2017-06-26 - 웨이백 머신
- ヴィーナスとジーザス公式サイト 보관됨 2016-10-06 - 웨이백 머신
- YAKUSHIMARU 3D SCAN | TIME-OF-FLIGHT CAMERA 3Dカメラで撮影されたやくしまるを操作できるコンテンツ。
- COSMOS vs ALIEN シューティング
- Chrome Music Mixer やくしまるえつこが「電話」で参加。
- YAKUSHIMARU 360° Search & Destiny
- YAKUSHIMARU BODY HACK
- やくしまるえつことd.v.d Gurugle Earth